# رجب طیب اردوغان
رجب طیب اردوغان (ترکی استانبولی: Recep Tayyip Erdoğan؛ زادهٔ ۲۶ فوریهٔ ۱۹۵۴)، سیاستمدار اهل ترکیه است که از سال ۲۰۱۴ به‌ عنوان دوازدهمین رئیس‌جمهور ترکیه فعّالیت می‌کند. او پیش‌تر از سال ۲۰۰۳ تا ۲۰۱۴ نیز نخست‌وزیر ترکیه و از سال ۱۹۹۴ تا ۱۹۹۸، شهردار استانبول بود. وی همچنین یکی از بنیان‌گذاران و رهبر حزب عدالت و توسعه است.
اردوغان در سال ۲۰۱۴، رئیس‌جمهور ترکیه شد. دوران ریاست‌جمهوری او شاهد عقب‌نشینی دموکراتیک و مقدار بیشتری شیوهٔ اقتدارگرایی در حاکمیت بود و به سوءاستفاده از حقوق بشر، سرکوب مخالفان و سرکوب آزادی بیان متهم شده‌است. او بابت واکنشش به چندین مسئله از قبیل اعتراضات پارک گزی، کودتای نافرجام ۲۰۱۶، سیاست‌های اقتصادیش و درگیری‌های سوریه مورد انتقاد قرار گرفته‌است. اعتقاد بر این است که کارهای او در نتایج بد انتخابات محلی ۲۰۱۹ — که حزب او برای نخستین بار در ۱۵ سال گذشته قدرت را در شهرهای بزرگ به‌ نفع احزاب مخالف از دست داد — نقش داشته‌است. اردوغان از همه‌پرسی ۲۰۱۷ پشتیبانی کرد، نظام پارلمانی ترکیه را به نظام ریاستی تغییر داد، و محدودیت دوره ریاست دولت (دو دوره پنج ساله کامل) را معرفی و اختیارات قوهٔ مجریه را به‌شدت بیشتر کرد. این سیستم حکومتی جدید پس از انتخابات سراسری ۲۰۱۸ که در آن اردوغان رئیس‌جمهور اجرایی شد، به اجرا درآمد اما حزب او از آن هنگام اکثریت پارلمان را از آن زمان از دست داد و در حال حاضر با حزب حرکت ملی در ائتلاف است. او استقلال بانک مرکزی را (به‌ویژه در سال ۲۰۱۸) کاهش داده و نوعی سیاست پولی بسیار نامتعارفی را دنبال کرده‌است که منجر به نرخ تورم بالا و کاهش ارزش لیره ترک شده‌است. او از سال ۲۰۲۰، مسئولیت واکنش ترکیه به همه‌گیری کووید-۱۹ و توزیع واکسیناسیون را عهده‌دار بود. در زمینهٔ سیاست خارجی، در نتیجهٔ جنگ داخلی سوریه، ترکیه از سال ۲۰۱۴ به بزرگ‌ترین کشور میزبان پناهجویان تبدیل شد و عملیات‌هایی را علیه دولت اسلامی عراق و شام، نیروهای دموکراتیک سوریه و نیروهای اسد به اجرا درآورد. به‌دنبال تصویب قرارداد دریایی لیبی و ترکیه، این کشور برای حمایت از دولت به رسمیت شناخته‌شده از سوی سازمان ملل، کمک‌های نظامی ارسال کرده‌است. در پاسخ به حملهٔ ۲۰۲۲ روسیه به اوکراین، او با بستن تنگه بسفر به روی نیروهای دریایی کمکی روسیه، میانجیگری در یک معامله میان روسیه و اوکراین در مورد صادرات غلات و میانجیگری در تبادل اسرا واکنش نشان داد.

## تولد و کودکی
اردوغان متولد شهر استانبول است. خانواده او از مهاجران گرجی از شهر باتومی بوده‌اند (او این موضوع را در سفری به گرجستان در سال ۲۰۰۴ اعلام کرد). اردوغان در مدرسه مذهبی امام خطیب و مدرسه عالی اقتصادی و تجاری آکسارای که بعداً به دانشکده علوم اقتصادی و اداری دانشگاه مرمره تغییر نام داد، تحصیل کرده‌است. او مدتی نیز در یک باشگاه فوتبال محلی به شکل نیمه حرفه‌ای بازی می‌کرده‌است.
اردوغان سپس در اداره حمل و نقل شهر استانبول شروع به کار کرد اما در سال ۱۹۸۰ با رد تقاضای رئیس خود برای تراشیدن ریش از ادامه کار امتناع کرد.

## تحصیلات
اردوغان در نوجوانی به یک مدرسه «امام خطیب» (مدرسه علمیه معادل دبیرستان برای تربیت امام جماعت و واعظ) می‌رفت. در دهه‌های ۱۹۷۰ و ۱۹۸۰، فارغ التحصیلان این مدارس علمیه تنها می‌توانستند تحصیلات عالی خود را در رشته الهیات ادامه دهند. با این حال، اردوغان ظاهراً از دانشگاه مرمره و دانشکده اقتصاد و علوم اداری فارغ‌التحصیل شد. برای ثبت نام در آن دانشگاه او باید اثبات می‌کرد که دیپلم دیگری جدای از مدرک فارغ‌التحصیلی مدرسه علمیه دارد.

## ورود به سیاست
در اواخر دهه ۱۹۷۰ اردوغان در شرکت حمل و نقل استانبول شروع به کار کرد. او در آن زمان به حزب رستگاری ملی به رهبری نجم‌الدین اربکان پیوست.
ترکیه در اواخر دهه ۱۹۷۰، شاهد درگیری‌هایی بین گروه‌های چپ‌گرا و راستگرا بود که منجر به کودتای ۱۹۸۰ ترکیه شد. پس از این کودتا احزاب سیاسی از جمله حزب رستگاری منحل شدند. اردوغان پس از این کودتا از شرکت حمل و نقل خارج شد و در یک شرکت خصوصی مشغول به کار شد. او در سال ۱۹۸۲، خدمت سربازی خود را آغاز کرد.
پس از آنکه سیستم حزبی دوباره در سال ۱۹۸۳ احیا شد، اعضای حزب رستگاری حزب جدیدی به نام حزب رفاه ایجاد کردند که اردوغان نیز به این حزب پیوست. اردوغان چندین بار کاندیدای انتخابات پارلمانی در اواخر دهه ۱۹۸۰ شد که تا سال ۱۹۹۱ در هیچ‌کدام آرای کافی را به دست نیاورد. در سال ۱۹۹۱ حزب رفاه با به دست آوردن ده درصد آراء توانست حداقل آراء برای عضویت در پارلمان را به دست آورد. اردوغان نیز از منطقه استانبول به عنوان نماینده انتخاب شد.

### شهرداری استانبول ۱۹۹۴
در سال ۱۹۹۴، اردوغان شهردار استانبول شد. او در هنگام شهرداری به محبوبیت رسید. اردوغان طرح‌هایی را در این زمان برای بهبود سیستم حمل و نقل استانبول اجرا کرد. در همین دوره گروه‌های اسلامی دچار اختلاف نظر شدند. برخی از اقدامات اردوغان نیز به این اختلافات دامن زد از جمله اینکه او جشن گرفتن سال نو میلادی را یک اقدام منطبق با اصول سکولاریسم دانست و اعلام کرد هیچ دلیلی برای جلوگیری از این جشن وجود ندارد. او همچنین دربارهٔ دست دادن افراد با جنس مخالف نیز گفت که این موضوع یک عادت اجتماعی و پذیرفتنی است.

### محکومیت‌ها

#### توهین به قاضی
در سال ۱۹۸۹ و پس از شکست در انتخابات شهرداری بی‌اوغلو اردوغان به دادگاه شکایت کرد اما دادگاه شکایت او را بی‌اساس دانست. اردوغان خطاب به قاضی گفت: «حق نداری مانند مست‌ها حکم صادر کنی». این سخن اردوغان موجب بازداشت یک هفته‌ای او در زندان بایرام پاشا شد.

#### زندانی شدن ۱۹۹۸
در سال ۱۹۹۸ اردوغان به علت خواندن یک شعر اسلامی به ۱۰ ماه حبس محکوم شد اما تنها ۴ ماه در زندان ماند.

#### خطاب کردن اوجالان با لفظ «محترم» و کشته‌شدگان ترک با لفظ «کله»
اردوغان در سال ۲۰۰۰ میلادی در مصاحبه با رادیو استرالیا، عبدالله اوجالان را محترم و سربازان کشته شده در جنگ با پ‌ک‌ک را «کله» نامید. این موضوع موجب شکایت از وی و محکومیت او به پرداخت ۳ قروش (۲۰۰ ریال) شد.

## دوره نخست‌وزیری

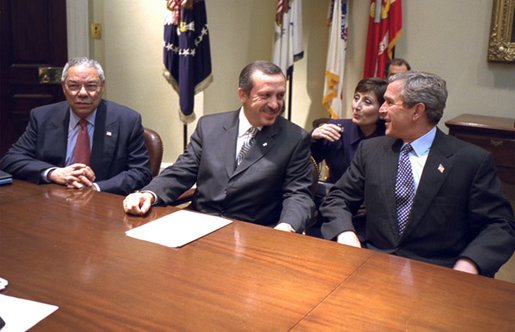
اردوغان و جرج دابلیو. بوشرئیس‌جمهور ایالات متحده، دسامبر ۲۰۰۲‏

علی‌رغم محکومیت جزایی اردوغان، حزب رفاه که در آن زمان اکثریت مجلس ترکیه را در اختیار داشت با تصویب قانونی راه را برای کاندید شدن اردوغان هموار ساخت. او در سال ۲۰۰۲ از منطقه سیرت به عنوان نماینده وارد مجلس ترکیه شده و به عنوان نخست‌وزیر انتخاب شد.
اردوغان در دوره نخست‌وزیری خود چهره‌ای کاملاً متفاوت با دیدگاه دینی اش به نمایش گذاشت و از دیدگاه‌های خود دربارهٔ حجاب، عضویت در اتحادیه اروپا و ناتو عقب‌نشینی کرد. در اولین سفرش به آمریکا جایزه کمیته یهودیان آمریکا به وی اهدا شد. او اولین فرد مسلمانی است که این جایزه را دریافت کرده‌است.

### دادگستری

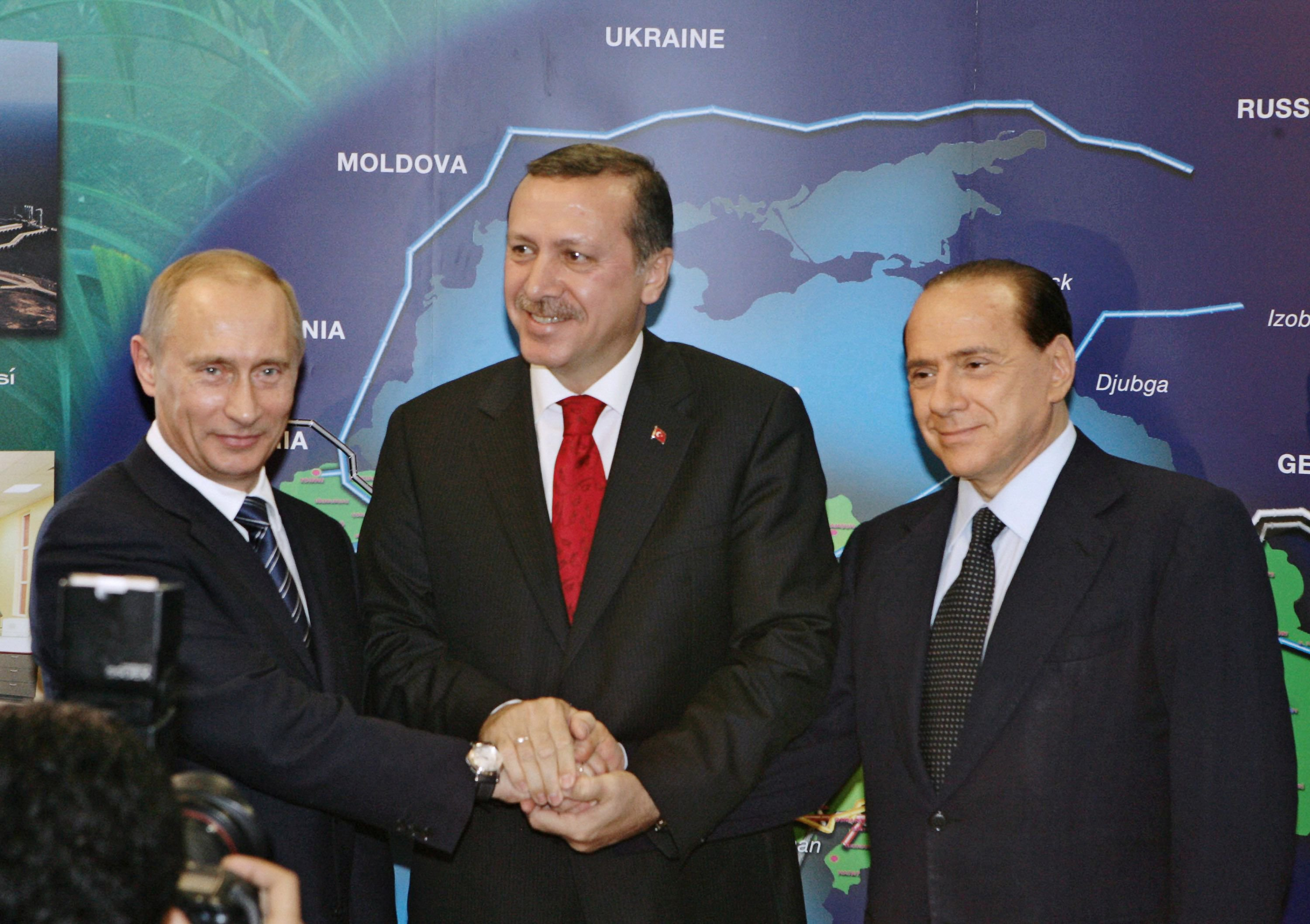
از راست: سیلویو برلوسکونی نخست‌وزیر ایتالیا، اردوغان و پوتین رئیس‌جمهور روسیه، نوامبر ۲۰۰۵‏

در نوامبر ۲۰۰۵ شکایتی توسط یک دختر ترکیه‌ای به دادگاه حقوق بشر اروپا مطرح شد که در آن از محدودیت‌های حکومت ترکیه برای حجاب شکایت شده بود. در ترکیه زنان اجازه داشتن حجاب در مراکز دولتی و دانشگاه‌ها را ندارند. دادگاه حقوق بشر اروپا این شکایت را رد کرد و اعلام کرد که این اقدام دولت ترکیه مشروع و قانونی است. این حکم دادگاه حقوق بشر اروپا، خشم اردوغان را برانگیخت زیرا او امیدوار بود که با این پرونده او بتواند قانون ممنوعیت حجاب را لغو کند.

### اقتصاد
در سال ۲۰۰۲، اردوغان وارث اقتصاد پیشین ترکیه بود که با انتصاب و اصلاحات کمال درویش وضعیت شروع به بهبود کرد. اردوغان از علی باباجان، وزیر دارایی در اجرای سیاست‌های اقتصاد کلان حمایت کرد. اردوغان تلاش کرد سرمایه گذاران خارجی بیشتری را به ترکیه جذب کند و بسیاری از مقررات سخت دولت را لغو کرد. جذب پول به اقتصاد ترکیه بین سالهای ۲۰۰۲ و ۲۰۱۲ باعث رشد ۶۴ درصدی تولید ناخالص داخلی و افزایش ۴۳ درصدی تولید ناخالص سرانه داخلی شد. البته همواره اعداد به شکل قابل توجهی بالاتر اعلام می‌شدند و تورم دلار آمریکا را بین سال‌های ۲۰۰۲ و ۲۰۱۲ حساب نمی‌کردند. متوسط رشد سالانه تولید ناخالص داخلی سرانه، ۳٫۶ درصد بود. رشد تولید ناخالص داخلی واقعی بین سال‌های ۲۰۰۲ و ۲۰۱۲ بیشتر از مقادیر کشورهای توسعه یافته بود اما در صورت در نظر گرفتن کشورهای در حال توسعه نیز تقریباً به میانگین نزدیک بود. رتبه‌بندی اقتصاد ترکیه از نظر تولید ناخالص داخلی طی این دهه با اندکی کاهش از ۱۷ به ۱۶ منتقل شد. پیامد کلی سیاست‌های بین سال‌های ۲۰۰۲ و ۲۰۱۲، افزایش کسری حساب جاری از ۶۰۰ میلیون دلار به ۵۸ میلیارد دلار بود (برآورد سال ۲۰۱۳).

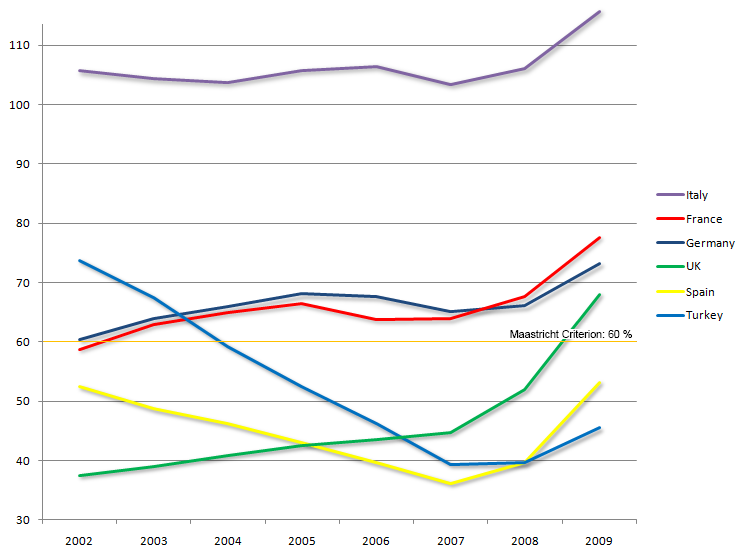
نمودار قرض عمومی اقتصادهای بزرگ در اروپا (ترکیه با آبی روشن نشان داده شده)

### بهداشت
اردوغان اعلام کرده‌است که مخالف طرح کنترل جمعیت است زیرا درآینده ما احتیاج به یک جمعیت جوان فعال داریم. اردوغان مشروبات الکلی مصرف نمی‌کند. او در دوره شهرداری خود در استانبول محدودیت‌هایی را در مصرف نوشیدنی‌های الکلی در رستوران‌ها ایجاد کرد. در دوره نخست‌وزیری او محدودیتی در مصرف نوشیدنی‌های الکلی ایجاد نکرد ولی مالیات بر مشروبات الکلی و تنباکو را تحت عنوان مالیات بر مصرف افزایش داد.

## دوره رئیس جمهوری

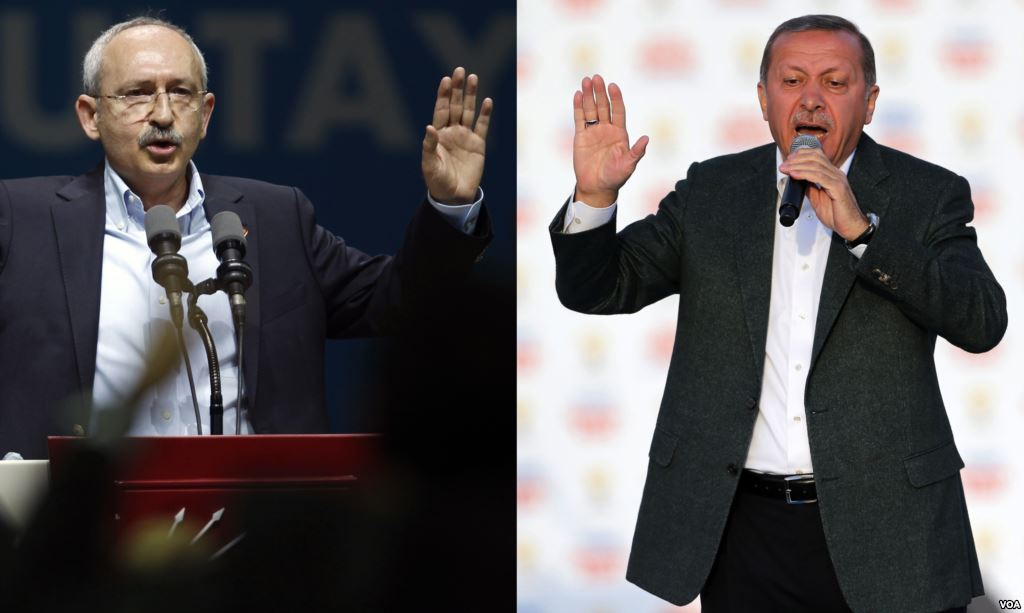
اردوغان و کمال قلیچ‌داراوغلو، مارس ۲۰۱۴‏

اردوغان و احمد الشرع رئیس‌جمهور سوریه، مه ۲۰۲۵‏

اردوغان در انتخابات ریاست‌جمهوری ترکیه (۲۰۱۴) موفق شد با شکست‌دادن رقبایش، به عنوان نخستین رئیس‌جمهور این کشور با رای مستقیم مردم انتخاب شود. وی در رقابت‌های انتخاباتی‌اش همواره وعده داده بود که قصد دارد سِمت ریاست‌جمهوری را در ترکیه، از یک سمت تشریفاتی و میانجی منازعات سیاستمداران حکومتی به یک سمت کلیدی و تأثیرگذار تبدیل کند.
رجب طیب اردوغان با کسب نزدیک ۵۳ درصد آراء در انتخابات سراسری ترکیه (۲۰۱۸) به عنوان اولین رئیس‌جمهور نظام ریاستی ترکیه برای یک دوره پنج ساله دیگر انتخاب شد.

### مدرک نامعتبر برای ریاست جمهوری
مخالفان اردوغان ادعا کرده‌اند که مدرک دانشگاهی او معتبر نبوده و اردوغان را به جعل مدرک دانشگاهی متهم کرده‌اند. از مهم‌ترین دلایلی که به این مسئله دامن زده‌است، سال تأسیس دانشگاهی است که رجب اردوغان از آن فارغ‌التحصیل شده‌است. مدرک دانشگاهی او به تاریخ سال ۱۹۸۱ میلادی ثبت شده؛ در حالی که دانشگاه مرمره در سال ۱۹۸۲ تأسیس شده‌است.
براساس قانون اساسی ترکیه، رئیس‌جمهور باید دارای مدرک دانشگاهی با حداقل دورهٔ ۴ ساله باشد اما دادخواست مخالفان به شورای عالی انتخابات ترکیه که توسط خود اردوغان مدیریت می‌شود، رد شده‌است. نیروهای اپوزیسیون بیمِ آن را دارند که هیچ‌یک از مراجع قانونی در ترکیه به درخواست آن‌ها پاسخ ندهند.

### نقض آزادی بیان
در طی دوران ریاست‌جمهوری اردوغان از ۲۳۰ نفر به جرم توهین به ریاست‌جمهوری شکایت شد. این موضوع باعث ابراز نگرانی فعالان حقوق بشر پیرامون آزادی بیان در ترکیه شد. اندکی پس از کودتای ۲۰۱۵، موجی از بازداشت و پاک‌سازی در عرصه‌های مختلف فرهنگی به‌راه می‌اُفتد. اردوغان دو کاریکاتوریست را به دادگاه می‌کشاند چون در کاریکاتوری که «بهدیر باروتر» و «اُزر آیدوگان» کشیده بودند و در ماه اوت همان سال تصویر روی جلد مجلهٔ «پنگوئن» چاپ می‌شود، او را درحالی نشان می‌دهد که با دست راست‌اش با یک کارمند دولتی دست می‌دهد درحالی‌که آن کارمند با انگشت شست و سبابه‌اش دایره‌ای را نشان می‌دهد که در ترکیه به معنای هم‌جنس‌گرایی‌است. در تابستان ۲۰۱۶، هنرمند کردتبار، زهرا دُگان را در کافه‌ای در نصیبین (نزدیک مرز عراق) دست‌گیر می‌کنند، و در میان اتهام‌های مختلف، او را به‌جرم انتشار یک نقاشی در رسانه‌های اجتماعی، به دو سال و ده ماه زندان محکوم می‌کنند. در نقاشی، او از یک عکس خبری رسمی از ویرانی شهرش، تصویری تیره و اکسپرسیو ساخته‌است. انجمن قلم این اقدام‌ها را محکوم کرده و خواستار آزادی اوست.
نشانه‌های این دست‌درازی‌ها به آزادی هنرمندها را می‌شد از خیلی پیش‌تر دید. برای نمونه، در سال ۲۰۱۱، وقتی اردوغان نخست‌وزیر بود، مجسمهٔ سی‌متری «محمت اکسی» به نام «مجسمهٔ انسانیت» را «هیولا» می‌خواند. اثر که در قارص، نزدیک مرز ارمنستان ساخته شده بود، چندماه بعد ویران می‌شود. آن هنگام دادگاه، اردوغان را متهم به توهین می‌کند و از او می‌خواهد به‌عنوان جریمه، ده هزار لیر به اکسی پرداخت کند. وقتی اکسی در پاسخ می‌گوید: «هرگز با پول کثیف [و حرام] مجسمه نمی‌سازم»، گفته‌اش توهین به نخست‌وزیر تلقی می‌شود و تهدید به چهارسال زندان. دادگاه در سال ۲۰۱۶، هنرمند را بی‌گناه شناخت.

### تلاش برای کودتا علیه اردوغان
در ساعات اولیه ۱۶ ژوئیه ۲۰۱۶ گروهی در ارتش ترکیه علیه دولت وقت دست به کودتا زده و معابر اصلی شهرهای بزرگ این کشور یعنی استانبول و آنکارا از جمله پل بسفر، تلویزیون ملی ترکیه و نیز فرودگاه‌های آن را تصرف کردند. ساعتی بعد به درخواست دولت ترکیه، پلیس وارد عمل شده و درگیری میان نیروهای کودتاچی و پلیس شدت گرفت. به گفتهٔ منابع نزدیک به دولت ترکیه به دنبال حضور حامیان رجب طیب اردوغان، کودتای ۱۶ ژوئیه ۲۰۱۶ ناکام ماند.
به گفتهٔ برخی تحلیل‌گران سرچشمهٔ این کودتا می‌تواند خود اردوغان باشد که می‌خواهد بدنهٔ ارتش را از وجود مخالفان‌اش پاک‌سازی کند. این درحالی‌ است که نیروهای دولتی ترکیه آن را به فتح‌الله گولن از مخالفان اردوغان نسبت می‌دهند.
بنا بر برخی منابع، واشینگتن از سال ۲۰۱۳ دیگر به بعد به اردوغان به‌عنوان شریکی قابل‌اعتماد نمی‌نگریست؛ بنابراین سازمان سیا سعی کرد عملیات‌های مختلفی را نه علیه ترکیه، بلکه علیه اردوغان انجام دهد. در ماه مه و ژوئن ۲۰۱۳، جنبش اعتراضی پارک تاکسیم گزی را سازماندهی و پشتیبانی کرد. در انتخابات عمومی در ژوئن ۲۰۱۵، حزب اقلیت‌ها، حزب دموکراتیک خلق‌ها را تأمین مالی کرد و نظارت می‌کرد تا قدرت رئیس‌جمهور را محدود کند. این همان تاکتیک در انتخابات ماه نوامبر سال ۲۰۱۵ بود که قدرت آن را جعل کرد. سپس سازمان سیا از نفوذ سیاسی به فعالیت مخفی حرکت کرد؛ بنابراین چهار اقدام تروریستی را سازماندهی کرد تا اردوغان را ترور کند که آخرین آن در ماه ژوئیه ۲۰۱۶، زشت بود و افسران کمالیست را مجبور به انجام کودتایی کرد که برای آن‌ها آمادگی نداشت.

### تحریم توسط آمریکا
در ۲۴ مهر ۱۳۹۸، رجب طیب اردوغان رئیس‌جمهوری ترکیه به دلیل آنچه تجاوز نظامی به کردها خوانده شده، تحریم شد.

### عضویت در اتحادیه اروپا
در زمان اردوغان تلاش‌ها برای عضویت در اتحادیه اروپا افزایش پیدا کرد. دولت او سعی در اصلاح بسیاری از قوانین برای دست یافتن به استانداردهای اروپا کرد ولی در این راه ناکام ماند. فرانسه از مهمترین مخالفان پیوستن ترکیه به اتحادیه اروپا بود.

## موضع نسبت به روابط فلسطین و اسرائیل

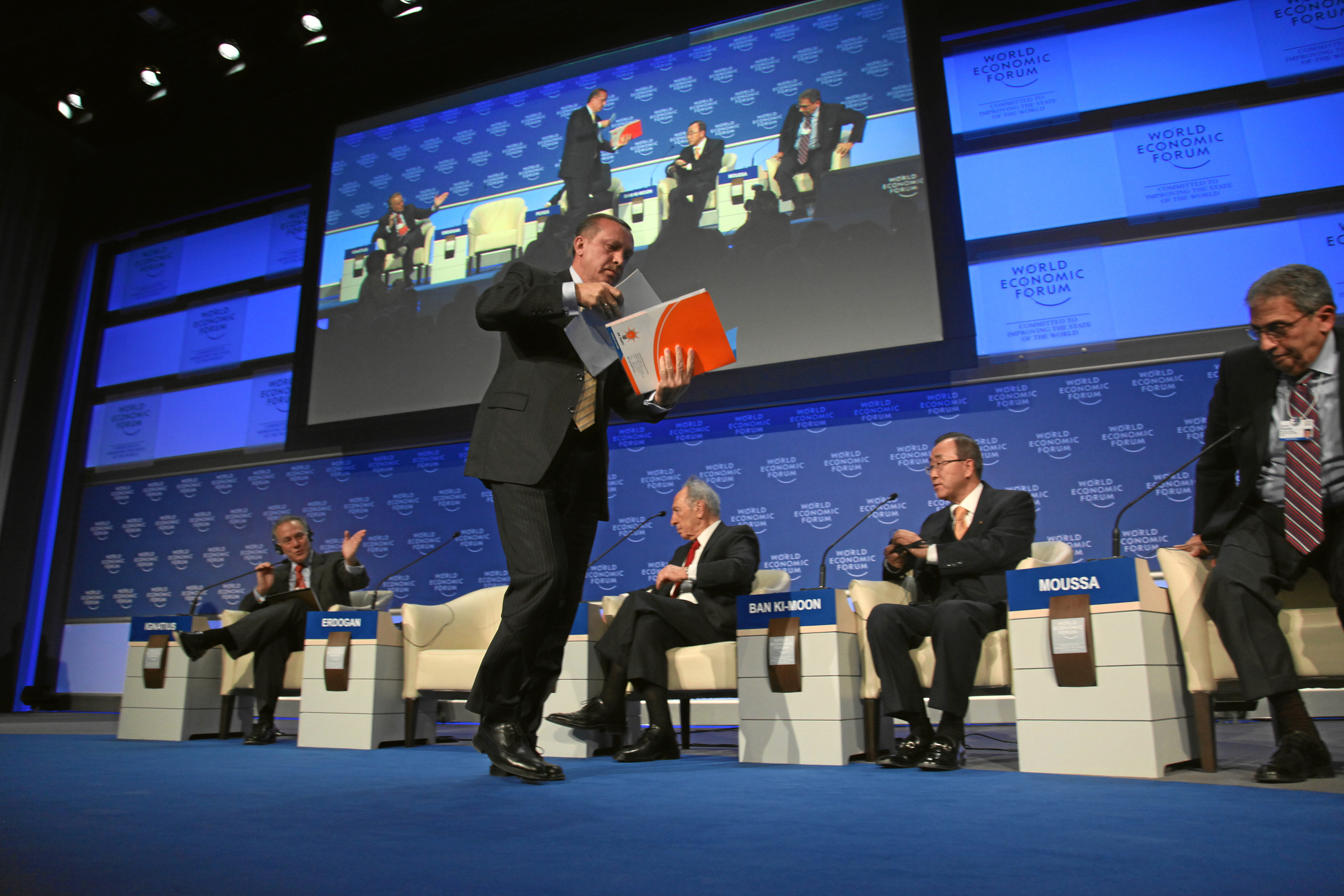
اردغان در حال ترک اجلاس داووس، ژانویه ۲۰۰۹‏

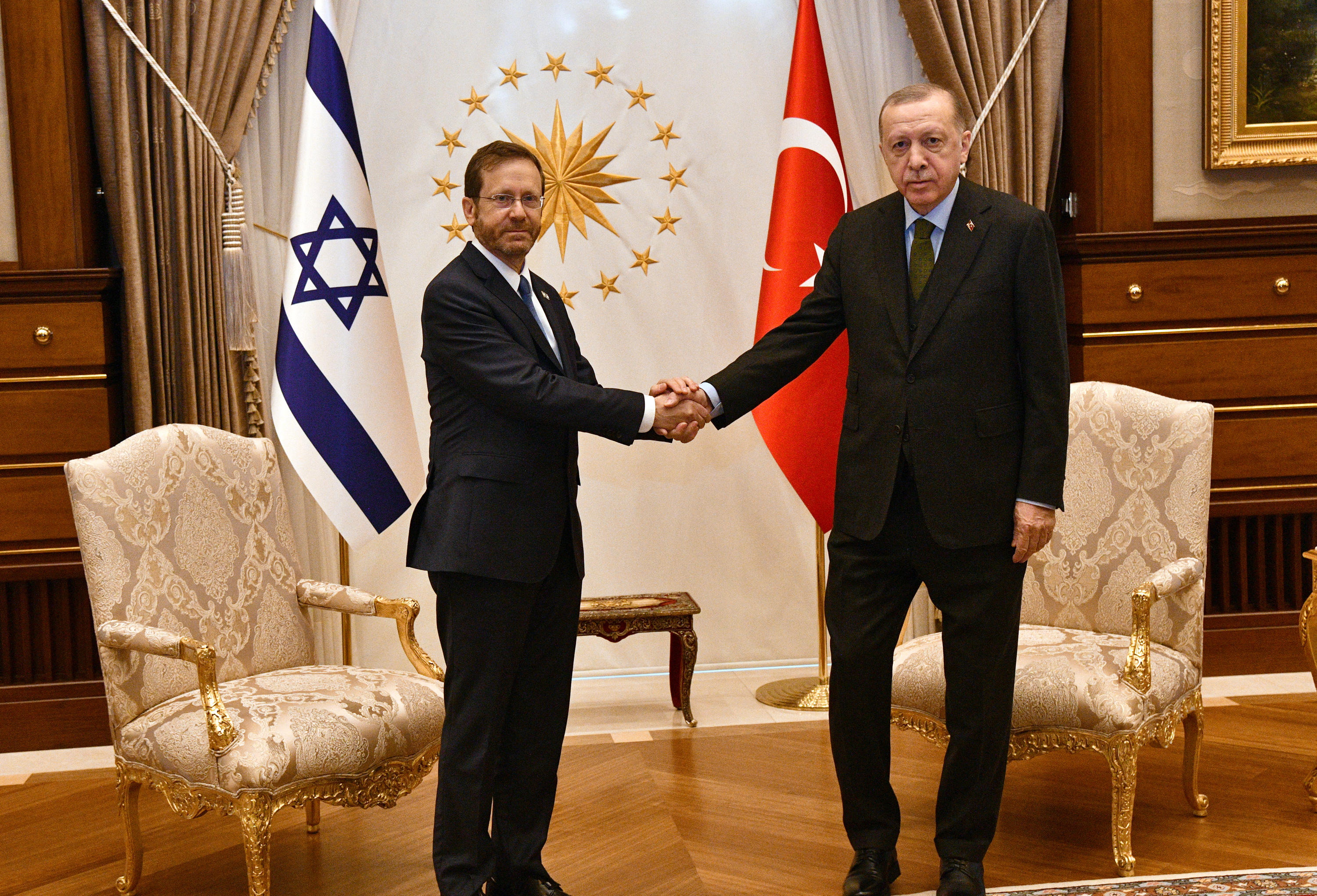
اردوغان رئیس‌جمهور ترکیه و اسحاق هرتزوگ رئیس جمهور اسرائیل، مارس ۲۰۲۲

در زمان تصدی وی ترکیه هم با اسرائیل و هم با فلسطین ارتباط داشت. اردوغان به هر دو سرزمین هم سفر کرده‌بود. اردوغان در داووس در سوئیس، در برنامه‌ای که پیرامون موضوع غزه برگزار شده بود، شرکت کرده بود و پس از سخنرانی شیمون پرز که در حمایت از نبرد علیه حماس بود، شروع به سخنرانی کرد و در مخالفت با این جنگ گفت:
 جناب پرز! شما از من مسن‌تر هستی، صدایت هم خیلی بالا می‌رود. معتقدم که این‌طور بالا رفتن صدای شما ریشه در یک احساس روانی گناه دارد؛ اما مطمئن باش که صدای من این‌طور بالا نخواهد رفت. پای کشتار که وسط بیاید، شما خوب بلدید بکشید! من خوب می‌دانم که شما در سواحل چطور بچه‌ها را هدف می‌گیرید و می‌کشید. در سرزمین شما دو نخست‌وزیر پیشین بودند که حرف‌هایی دارند که برای من مهم است؛ شما نخست وزیرانی داشتید که می‌گفتند: «وقتی بر روی تانک وارد سرزمین‌های فلسطین می‌شوم، در خود احساس لذت می‌کنم». شما با من با ارقام صحبت کردید، من هم حاضرم نام این افراد را ببرم، شاید در میان شما کسی کنجکاو باشد که بداند. من کسانی را هم که برای چنین ظلمی کف می‌زنند تقبیح می‌کنم، زیرا فکر می‌کنم تشویق این قاتلان کودکان، و این قاتلان انسان‌ها، خود نوعی جنایت علیه بشریت است. توجه کنید، در این‌جا نمی‌توانیم از یک حقیقت صرف نظر کنیم.
قبل از پایان سخنان وی مدیر جلسه سعی کرد با دستش اردوغان را آرام کند اما اردوغان از جای خود برخاست و جلسه را ترک کرد و بلافاصله به ترکیه بازگشت و در پی بازگشت در فرودگاه مورد استقبال گروهی از مردم قرار گرفت. اردوغان پس از بازگشت به ترکیه اعلام کرد که هیچ تصمیمی دربارهٔ روابط اسرائیل و ترکیه گرفته نخواهد شد.

## موضع گیری‌های جنجالی

### حقوق زنان

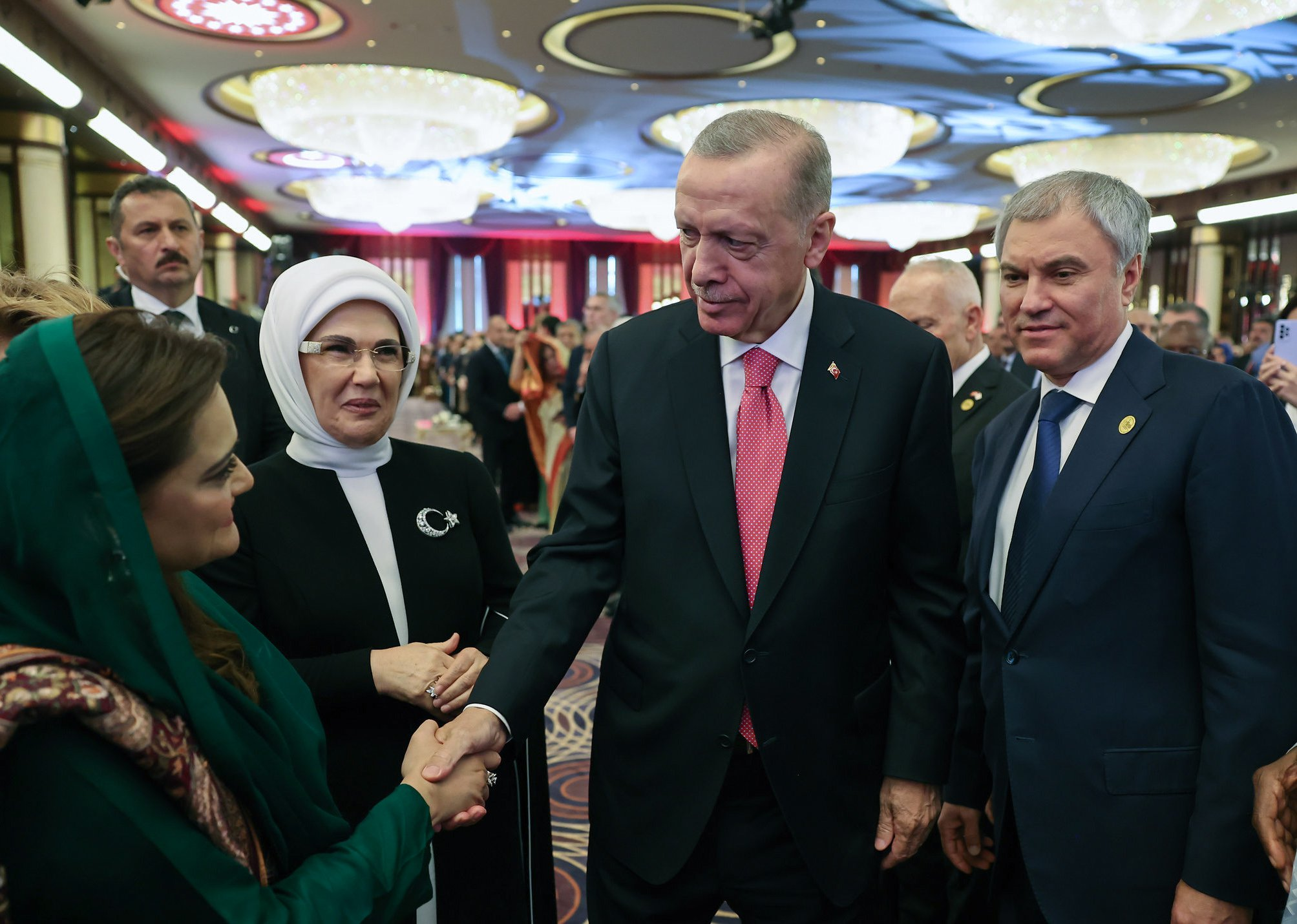
ویاچسلاو ولودین و اردوغان، ژوئن ۲۰۲۳‏

اردوغان در یک سخنرانی در کنفرانسی بین‌المللی در استانبول در ۲۴ نوامبر ۲۰۱۴ اظهار داشت که برابری زن و مرد برخلاف طبیعت است چرا که طبیعت آن‌ها با یکدیگر فرق می‌کند. وی گفته بود: «گاهی اینجا می‌گویند زن و مرد برابر هستند ولی برابری میان زنان و برابری میان مردان توصیف درست تری است». وی همچنین گفته بود باید به جای واژهٔ «تساوی» برای زنان، از کلمهٔ «معادل» استفاده شود. وی اضافه کرده بود: «مادر بودن عالیترین جایگاه است. شما نمی‌توانید این را برای فمینیست‌ها توضیح دهید. آن‌ها مادر بودن را قبول نمی‌کنند و چنین دغدغه‌ای ندارند». این اظهارات اردوغان با واکنش فعالان حقوق زنان در ترکیه روبه‌رو شد.

### کشف قاره آمریکا
از نظر وی مسلمانان قاره آمریکا را کشف کرده‌اند. وی در ۱۵ نوامبر ۲۰۱۴ گفت: «دریانوردان مسلمان در سال ۱۱۷۸ به آمریکا رسیدند… و کریستف کلمب خود به مسجدی در بالای تپه‌ای در حاشیه سواحل کوبا اشاره کرده‌است».

### کشورهای غربی
وی در ۲۷ نوامبر ۲۰۱۴ در دیدار با اعضای سازمان همکاری کشورهای اسلامی در استانبول مدعی شد: «بیگانگان تنها در پی پول و ثروت مسلمانان هستند. باور کنید، آن‌ها علاقه‌ای به ما ندارند». اردوغان با لحنی احساسی افزود: «غربی‌ها خود را دوستان ما جلوه می‌دهند، اما آرزوی مرگ ما را دارند. آن‌ها می‌خواهند که فرزندان ما بمیرند». به گفته اردوغان غربی‌ها در پی «نفت، طلا، الماس و نیروی کار ارزان» در کشورهای اسلامی هستند.

### بازسازی امپراتوری‌های ترک در آیین تشریفات

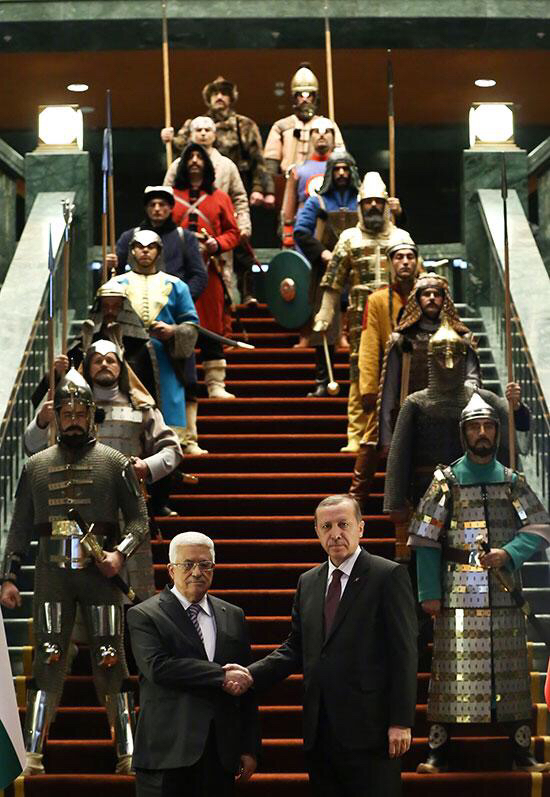
دیدار اردوغان با محمود عباس رئیس تشکیلات خودگردان فلسطین در کاخ ریاست جمهوری اردوغان

اردوغان در ۲۲ دی ماه ۱۳۹۳ در آیین تشریفات و پیشواز از محمود عباس، رئیس تشکیلات خودگردان فلسطینی، شانزده سرباز را در هیبت و لباس سپاهیان شانزده دولت ترک تاریخ (به تفسیر خود اردوغان) حاضر کرد که بر روی پلکانی ایستاده بودند. این سربازان در تشریفات کاخ ریاست جمهوری ترکیه به عنوان نمادهایی از این دولت‌ها معرفی شده‌اند از جمله امپراتوری هون (در مغولستان)، امپراتوری هون غربی و امپراتوری هون اروپا، امپراتوری هون سفید (هپتالیان افغانستان)، ترکان آسمانی (گوک ترک در سیبری)، آوارها (در جنوب شرق اروپا)، خزرها، اویغورها (در شرق چین)، قره‌خانیان (یا آل‌ افراسیاب در آسیای میانه)، غزنویان، سلجوقیان، خوارزمشاهیان، اردوی زرین (بخش شمالی و غربی امپراتوری مغول)، امپراتوری تیموری، گورکانیان هند و امپراتوری عثمانی. استقبال از محمود عباس این‌گونه تعبیر شد که رجب طیب اردوغان، واقعاً رؤیای احیای امپراتوری عثمانی را جدی گرفته‌است. خیلی‌ها در ترکیه این مراسم را ریشخند گرفته، عکسهایی منتشر کردند که در آن، سربازانی با لباس جنگجویان فیلم‌های جنگ ستارگان، ارباب حلقه‌ها و دیگر فیلم‌های تخیلی در کنار رئیس‌جمهور بود، عده‌ای هم نوشتند که دیگر باید رسماً نام ترکیه را به عثمانی عوض کرد و در واقع کنایه زدند که اردوغان بیش از پیش از آرمان‌های آتاترک، بنیان‌گذار جمهوری ترکیه فاصله گرفته‌است.

### تبدیل مجدد ایاصوفیه به مسجد
در اوایل ژوئیه ۲۰۲۰، دیوان عالی ترکیه به عنوان بالاترین دادگاه اداری کشور، تصمیم کابینه ترکیه در سال ۱۹۳۴ برای تبدیل ایا صوفیه به موزه را لغو کرد. دلیل این حکم، غیرقانونی بودن تصمیم سال ۱۹۳۴ تحت قوانین عثمانی و نیز ترکیه به دلیل وقف بودن ایاصوفیه به عنوان مسجد توسط مالک آن سلطان محمد اعلام شد. سپس اردوغان طی حکمی ایاصوفیه را مجدداً مسجد اعلام نمود. اردوغان در سخنرانی خود به مناسبت بازگشایی این مسجد، شعری فارسی سروده شده توسط سلطان محمد در هنگام فتح قسطنطنیه را خواند: «پرده‌داری می‌کند در قصر قیصر عنکبوت … بوم نوبت می‌زند بر تارم افراسیاب» که به پایان شکوه امپراتوری بیزانس اشاره می‌کند. این دستور توسط برخی سازمان‌ها و افراد نظیر یونسکو، مجمع جهانی کلیسا و پاپ محکوم شد.

### شعرخوانی در باکو
در روز ۱۰ دسامبر، او در خلال سفر به باکو (پایتخت جمهوری آذربایجان)، برای شرکت در رژه پیروزی به مناسبت پیروزی جمهوری آذربایجان در جنگ ناگورا قره‌باغ، بخش‌هایی از یک شعر جنجالی را خواند که این امر موجب تنش با ایران شد.

## زندگی شخصی
اردوغان در ۴ ژوئیه ۱۹۷۸ با امینه اردوغان ازدواج کرد و دارای چهار فرزند، دو پسر و دو دختر است. او از معدود سیاست مداران ترکیه است که قادر به تکلم به هیچ‌یک از زبان‌های خارجی نیست.

### رسمی
- وبگاه رسمی رجب طیب اردوغان
- رجب طیب اردوغان در توییتر
- رجب طیب اردوغان در فیس‌بوک

### سایر
- حضور در سی-سپن
- «اخبار و تفاسیر موجود رجب طیب اردوغان». نیویورک تایمز.

| مناصب سیاسی           | مناصب سیاسی                       | مناصب سیاسی            |
| --------------------- | --------------------------------- | ---------------------- |
| پیشین: نور‌الدین سوزن  | شهردار استانبول ۱۹۹۸–۱۹۹۴         | پسین: علی مفید گورتونا |
| پیشین: عبدالله گل     | نخست‌وزیر ترکیه ۲۰۱۴–۲۰۰۳          | پسین: احمد داووداغلو   |
| پیشین: عبدالله گل     | رئیس‌جمهور ترکیه اکنون–۲۰۱۴        | در حال تصدی            |
| مناصب احزاب سیاسی     |                                   |                        |
| منصب جدید             | رهبر حزب عدالت و توسعه ۲۰۱۴–۲۰۰۱  | پسین: احمد داووداغلو   |
| پیشین: بن‌علی ییلدیریم | رهبر حزب عدالت و توسعه اکنون–۲۰۱۷ | در حال تصدی            |
| مناصب دیپلماتیک       |                                   |                        |
| پیشین: تونی ابوت      | رئیس گروه ۲۰ ۲۰۱۵                 | پسین: شی جین پینگ      |
| پیشین: الهام علی‌اف    | رئیس سازمان دولت‌های ترک ۲۰۲۲–۲۰۲۱ | پسین: شوکت میرضیایف    |